# Rewazektomia
Rewazektomia, wazowazostomia (ang. vasovasostomy) – zabieg chirurgicznego leczenia niepłodności męskiej, polegający na przywróceniu drożności nasieniowodów. Dotyczy mężczyzn, którzy wcześniej poddali się wazektomii (trwałe przecięcie i podwiązanie nasieniowodów – metoda antykoncepcji dla mężczyzn).
W USA wykonuje się około 2-6% zabiegów rewazektomii. Pacjenci, którzy decydują się na operacyjne odtworzenie ciągłości nasieniowodów (przerwanej na ich życzenie przez przecięcie i podwiązanie nasieniowodów) najczęściej kierują się powodami, takimi jak rozwód, śmierć lub zmiana partnera.

## Procedura zabiegowa
Procedura zabiegowa rewazektomii jest zdecydowanie bardziej skomplikowana, wymagająca większej precyzji i obarczona większym odsetkiem niepowodzeń niż wazektomia. Zabieg przeprowadza się w warunkach sali operacyjnej. Metodą operacyjną uważaną za najskuteczniejszą i zalecaną w myśl wytycznych Europejskiego Towarzystwa Urologicznego jest zespolenie mikrochirurgiczne z wykorzystaniem mikroskopu śródoperacyjnego. Zespolenie nasieniowodów wykonuje się dwuwarstwowo z użyciem monofilamentowych szwów 9 i 10-0 (grubość nici mniejsza od średnicy ludzkiego włosa). Całość interwencji trwa 2,5-4 h i obejmuje:
- wykonanie obustronnie niewielkich nacięć na mosznie;
- wydobycie zmienionych bliznowato końców nasieniowodów;
- usunięcie bliznowato zmienionych końców nasieniowodów;
- przepłukanie brzusznego odcinka nasieniowodu płynem fizjologicznym (służy poprawie drożności);
- test na obecność żywych plemników przez mikroskopowy ogląd próbki płynu z bliższego najądrzu odcinka nasieniowodu;
- dwuwarstwowe zespolenie końcówek nasieniowodów koniec do końca (celem przywrócenia przepływu nasienia do cewki moczowej podczas ejakulacji);
- wazeepidydymostomię (wszczepienie brzusznego odcinka nasieniowodu do wypreparowanego kanalika nasiennego w obrębie głowy najądrza) – przeprowadzaną, gdy stwierdzi się brak żywych plemników w przynajądrzowym odcinku nasieniowodu.

Hospitalizacja po zabiegu trwa do 2 dni. Najważniejsze zalecenia dla pacjentów to:
- do 3 tygodni – unikanie intensywnego wysiłku i ciężkiej pracy fizycznej;
- 4 tygodni – wstrzemięźliwość seksualna;
- co ok. 3 miesiące – badanie nasienia (seminogram), czynność należy powtarzać do momentu ustabilizowania się liczby plemników lub zajścia partnerki w ciążę.

Obecność plemników w nasieniu stwierdza się kilka miesięcy po zabiegu wazowazostomii i do 15 miesięcy po zabiegu wazoepidydymostomii.

## Powikłania
Rewazektomia – zabieg odwracający skutki, jakie pociąga za sobą wazektomia – niesie ze sobą ryzyko:
- zakażenia rany operacyjnej;
- krwiaka w mosznie;
- wodniaka jądra;
- zapalenia jąder lub najądrzy;
- nieuzyskania drożności nasieniowodów;
- wtórnego zwężenia i zrośnięcia nasieniowodów w miejscu zespolenia.

## Skuteczność zabiegu
Skuteczność zabiegu rewazektomii ocenia się na podstawie odsetka drożności nasieniowodów (obecność plemników w nasieniu) oraz odsetka obserwowanych ciąż. W kontekście obecności plemników w nasieniu zabieg przynosi pożądane efekty u około 80% pacjentów poddających się tej interwencji mikrochirurgicznej. Natomiast efektywność interwencji w kontekście późniejszych zapłodnień waha się w granicy 30-65%. Wyniki te są zależne od wielu czynników, m.in. – od czasu, jaki upłynął od pierwotnego zabiegu (wazektomia – przecięcie i podwiązanie nasieniowodów), stosowanej techniki chirurgicznej, rozwoju włóknienia najądrza czy obecności przeciwciał przeciwplemnikowych. Najlepiej rokują zabiegi przeprowadzone do 3 lat od zamknięcia światła nasieniowodów. Rewazektomia przeprowadzona po upływie 5-8 lat od zabiegu wazektomii daje 88% szans na udrożnienie nasieniowodów i prawdopodobieństwo rzędu 53% na zajście w ciążę. Po upływie 15 lat (i więcej) od zabiegu podwiązania nasieniowodów, rewazektomia kończy się pomyślnym przywróceniem płodności mężczyzny w 71% przypadków, a u 30% par – ciążą.  Według niektórych danych odsetek ciąż po wasowasostomii wykonanej po ponad 10 latach od dnia, gdy przeprowadzona została wazektomia, nie przekracza 20%.